# الاستعادة (حزب سياسي)
الاستعادة (بالفرنسية: Reconquête)‏ هو حزب سياسي فرنسي، تأسس في عام 2021 من قبل إريك زمور.